# Suzan Lamensová
Suzan Lamensová (nepřechýleně Lamens, * 5. července 1999, Berkel en Rodenrijs, Jižní Holandsko), je nizozemská profesionální tenistka. Ve své dosavadní kariéře na okruhu WTA Tour vyhrála jeden turnaj ve dvouhře. V sérii WTA 125 vybojovala jednu singlovou trofej. V rámci okruhu ITF získala šest titulů ve dvouhře a šestnáct ve čtyřhře.
Na žebříčku WTA byla ve dvouhře nejvýše klasifikována v červenci 2025 na 61. místě a ve čtyřhře v květnu 2023 na 183. místě.
V nizozemském týmu Billie Jean King Cupu debutovala v roce 2022 světovou baráží proti Francii, v níž prohrála dvouhru s Diane Parryovou, avšak vyhrála čtyřhru po boku Demi Schuursové. Francouzky zvítězily 3–1 na zápasy. Do listopadu 2024 v soutěži nastoupila k deseti mezistátním utkáním s bilancí 7–4 ve dvouhře a 8–1 ve čtyřhře.

## Tenisová kariéra
Na okruhu WTA Tour debutovala  dubnovým Copa Colsanitas 2022 v Bogotě, když zvládla kvalifikační kolo proti Američance Emině Bektasové. Na úvod dvouhry porazila sedmou nasazenou Australanku Astru Sharmaovou znamenající první vyhraný zápas nad členkou elitní světové stovky. Ve druhém kole ji vyřadila Rumunka Irina Baraová. Po skončení poprvé v kariéře pronikla do Top 200, když se 11. dubna 2022 posunula z 204. na 182. místo žebříčku.  Z úvodních osmi grandslamových kvalifikací, mezi French Open 2022 a US Open 2024, nikdy nepostoupila do hlavní soutěže.

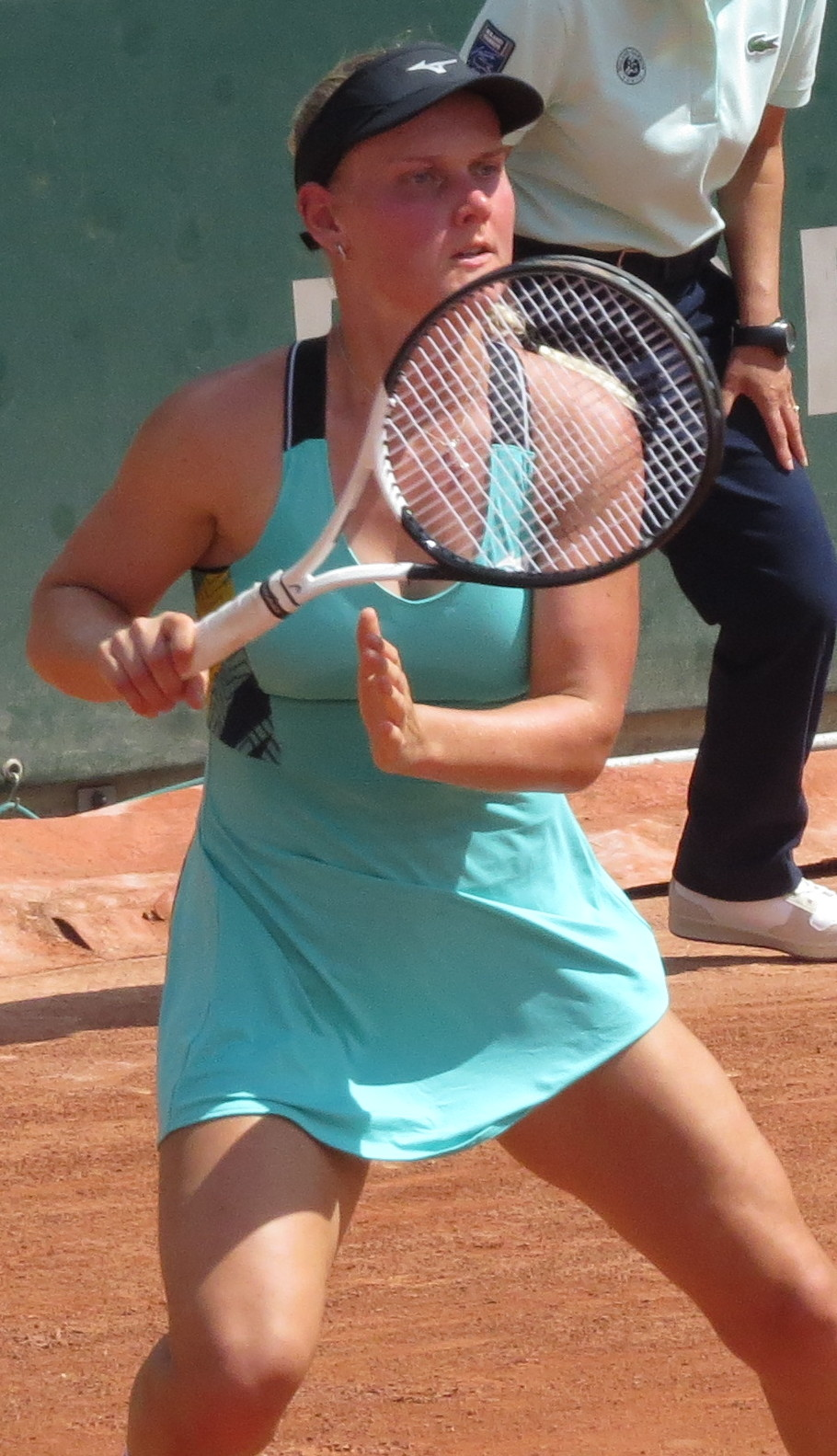
První grandslamovou kvalifikaci odehrála na French Open 2022

Průlomovou sezónu prožila v roce 2024, kdy získala první tituly na okruzích WTA 125 i WTA Tour a stala se členkou první světové stovky. V dubnové 1. skupině euroafrické zóny Billie Jean King Cupu 2024 zdolala poprvé v kariéře příšlušnici Top 10, desátou v pořadí Jeļenu Ostapenkovou z Lotyšska. Poté ovládla navazující Oeiras Ladies Open 2024, čímž vybojovala první trofej v sérii WTA 125. V závěrečné fázi porazila Francouzku Kristinu Mladenovicovou, jíž ušťedřila po ztrátě úvodní sady dva „kanáry“, a Dánku Claru Tausonovou. Bodový zisk ji 22. dubna 2024 katapultoval do Top 150, s posunem ze 163. na 134. příčku. Na divokou kartu zasáhla do travnatého Libéma Open 2024. Přes Američanku Bernardu Peraovou prošla do druhého kola, v němž nenašla recept na Japonku Naomi Ósakaovou.
Na červencovém Hungarian Grand Prix 2024, konaném na budapeštské antuce, si poprvé na okruhu WTA Tour zahrála čtvrtfinále. Po vítězství nad Francouzkami Varvarou Gračovovou a Carole Monnetovou ukončila její cestu soutěží Aljaksandra Sasnovičová z druhé stovky klasifikace. Časnou porážku na Livesport Prague Open 2024 jí přivodila stá jedenáctá žena klasifikace Španělka Rebeka Masárová. První trofej v rámci túry WTA si odvezla z říjnového Japan Open 2024, když včetně kvalifikace vyhrála sedm zápasů v řadě. Do Ósaky přicestovala pouze s dvěma výhrami nad hráčkami světové stovky, jichž do té doby dosáhla na antuce. Do hlavní soutěže postoupila přes Evu Lysovou. Na cestě za titulem poprvé v kariéře na tvrdém povrchu porazila tři členky Top 100, a sice Viktoriji Tomovovou, Lucii Bronzettiovou a Diane Parryovou. Úvodní výhrou nad Tomovovou dosáhla druhého vítězství nad členkou ze světové padesátky. V závěrečném souboji zdolala australskou spolukvalifikantku Kimberly Birrellovou ve dvou sadách. Jednalo se o páté finále dvou kvalifikantek na okruhu od zavedení statistik v roce 1990.  Po skončení debutovala v elitní světové stovce, když se 21. října 2024 posunula o třicet sedm příček výše, na 88. místo žebříčku.

## Finále na okruhu WTA Tour

### Dvouhra: 1 (1–0)
| Legenda            |
| ------------------ |
| Grand Slam (0)     |
| Turnaj mistryň (0) |
| WTA 1000 (0)       |
| WTA 500 (0)        |
| WTA 250 (1–0)      |

| Stav    | č. | datum      | turnaj          | kategorie | povrch | soupeřka ve finále  | výsledek |
| ------- | -- | ---------- | --------------- | --------- | ------ | ------------------- | -------- |
| Vítězka | 1. | říjen 2024 | Ósaka, Japonsko | WTA 250   | tvrdý  | Kimberly Birrellová | 6–0, 6–4 |

## Finále série WTA 125
| Legenda                  |
| ------------------------ |
| D – dvouhra; Č – čtyřhra |
| WTA 125 (1–0 D; 0–0 Č)   |

### Dvouhra: 1 (1–0)
| Stav    | č. | datum      | turnaj              | povrch | soupeřka ve finále | výsledek      |
| ------- | -- | ---------- | ------------------- | ------ | ------------------ | ------------- |
| Vítězka | 1. | duben 2024 | Oeiras, Portugalsko | antuka | Clara Tausonová    | 6–4, 5–7, 6–4 |

## Tituly na okruhu ITF
| Kategorie okruhu ITF | Kategorie okruhu ITF |
| -------------------- | -------------------- |
| Turnaje W100         | Turnaje W80          |
| Turnaje W75/W60      | Turnaje W50/W40      |
| Turnaje W35/W25      | Turnaje W15/W10      |

### Dvouhra (6 titulů)
| Č. | datum         | turnaj              | kategorie | povrch    | poražená finalistka | výsledek |
| -- | ------------- | ------------------- | --------- | --------- | ------------------- | -------- |
| 1. | červen 2019   | Alkmaar, Nizozemsko | W15       | antuka    | Marina Yudanovová   | 7–5, 6–2 |
| 2. | červenec 2019 | Parnu, Estonsko     | W15       | antuka    | Elena Malõginová    | 6–4, 6–0 |
| 3. | červenec 2021 | Telavi, Gruzie      | W25       | antuka    | Joanne Zügerová     | 7–5, 6–2 |
| 4. | březen 2022   | Medellín, Kolumbie  | W25       | antuka    | Ylena In-Albonová   | 6–4, 6–2 |
| 5. | srpen 2023    | Malmö, Švédsko      | W25       | antuka    | Ayla Aksuová        | 6–1, 6–4 |
| 6. | březen 2024   | Trnava, Slovensko   | W75       | tvrdý (h) | Céline Naefová      | 6–2, 6–2 |

### Čtyřhra (16 titulů)
| Č.  | datum         | turnaj                       | kategorie | povrch    | spoluhráčka             | poražené finalistky                       | výsledek            |
| --- | ------------- | ---------------------------- | --------- | --------- | ----------------------- | ----------------------------------------- | ------------------- |
| 1.  | září 2016     | Alphen a/d Rijn, Nizozemsko  | W10       | antuka    | Nina Kruijerová         | Chayenne Ewijková Rosalie van der Hoeková | 6–0, 3–6, [10–5]    |
| 2.  | říjen 2016    | Heráklion, Řecko             | W10       | antuka    | Nina Kruijerová         | Mira Antonitschová Phillis Vanenburgová   | 6–4, 4–6, [12–10]   |
| 3.  | listopad 2016 | Heráklion, Řecko             | W10       | antuka    | Nina Kruijerová         | Steffi Distelmansová Vlada Katicová       | 6–2, 4–6, [10–8]    |
| 4.  | říjen 2017    | Šarm aš-Šajch, Egypt         | W15       | tvrdý     | Nina Kruijerová         | Barbara Bonić Nastja Kolarová             | 3–6, 7–5, [10–8]    |
| 5.  | srpen 2018    | Rotterdam, Nizozemsko        | W15       | antuka    | Svjatlana Piraženková   | Dewi Dijkmanová Isabelle Haverlagová      | 6–3, 4–6, [10–5]    |
| 6.  | září 2018     | Haren, Nizozemsko            | W15       | antuka    | Arianne Hartonová       | Jukina Saigóová Dominique Karregatová     | 6–1, 6–7(1), [10–4] |
| 7.  | červen 2019   | Montemor-o-Novo, Portugalsko | W15       | antuka    | Anna Pribylovová        | Maria Inês Fonteová Francisca Jorgeová    | 6–2, 2–6, [10–7]    |
| 8.  | září 2019     | Praha, Česko                 | W25       | antuka    | Marina Melnikovová      | Katarzyna Piterová Anastasija Šošynová    | 6–2, 5–7, [10–8]    |
| 9.  | listopad 2019 | Pärnu, Estonsko              | W15       | tvrdý (h) | Anastasija Pribylovová  | Iveta Daujotaitė Patrīcija Špaková        | 6–1, 6–2            |
| 10. | únor 2020     | Manacor, Španělsko           | W15       | tvrdý     | Nina Stadlerová         | Maria Marfutinová Camilla Rosatellová     | 4–6, 6–1, [10–6]    |
| 11. | srpen 2020    | Alkmaar, Nizozemsko          | W15       | tvrdý     | Marine Partaudová       | Eva Vedderová Stéphanie Visscherová       | 7–5, 7–6(3)         |
| 12. | listopad 2020 | Ortisei, Itálie              | W15       | tvrdý (h) | Kimberley Zimmermannová | Federica di Sarraová Anastasia Kulikovová | 3–6, 6–4, [11–9]    |
| 13. | duben 2021    | Oeiras, Portugalsko          | W25       | antuka    | Marina Melnikovová      | Natela Dzalamidzeová Sofja Lansereová     | 6–3, 6–1            |
| 14. | červenec 2021 | Amstelveen, Nizozemsko       | W60       | antuka    | Quirine Lemoineová      | Amina Anšbaová Anastasia Dețiuc           | 6–4, 6–3            |
| 15. | listopad 2022 | Haabneeme, Estonsko          | W25       | tvrdý (h) | Malene Helgøová         | Dalila Jakupovićová Arantxa Rusová        | 6–2, 6–1            |
| 16. | srpen 2023    | Malmö, Švédsko               | W25       | antuka    | Lexie Stevensová        | Jacqueline Cabaj Awadová Lisa Zaarová     | 6–4, 6–1            |